# فلودزيميتش سباسوفيتش
فلودزيميتش سباسوفيتش (1829 - 1906) (بالبولندية: Włodzimierz Spasowicz) هو محامي وناقد ومؤرخ أدبي بولندي-روسي.
التحق سباسوفيتش بالمدرسة في مينسك ودرس القانون في جامعة سانت بطرسبرغ الحكومية بروسيا، حيث أصبح فيما بعد أستاذا.
بعد إصلاح ألكسندر الثاني القضائي برز كمحامي. شارك في العديد من التجارب السياسية المثيرة ما بين 1860 و1870.
كان سباسوفيتش أحد أولئك الذين حاولوا إيجاد روابط مشتركة بين روسيا وبولندا.
باعتباره مؤرخا أدبيا، قام سباسوفيتش بتأليف عدة مقالات عن العلاقات الأدبية بين روسيا وبولندا.